# Anitra Ford
Anitra Ford, pseudonimo di Anitra Weinstein (California, 1942), è un'ex modella, attrice e fotografa statunitense.

## Biografia
È stata valletta nel programma televisivo The Price Is Right (format originale di Ok, il prezzo è giusto!), dall'inizio della programmazione, nel 1972, fino al 1976. È ricordata maggiormente per la sua partecipazione alla sequenza iniziale del film Quella sporca ultima meta (1974), diretto da Robert Aldrich, in cui interpretava il ruolo di Melissa, la fidanzata di Paul Crewe (Burt Reynolds), ex giocatore di football americano che, ubriaco, sfuggiva all'inseguimento della polizia a bordo della supersportiva Citroën SM della sua ragazza.
Ford è stata una popolare modella del look della West Coast 'esportato' negli anni sessanta a New York. Il suo fascino e il suo stile esotici hanno costituito un modello vincente per l'industria della moda dell'epoca, che veniva rilanciata dalle copertine dei 'magazine' specializzati. Prima di diventare una modella, e fin dalla giovane età, era stata attrice in teatro. Negli anni settanta la sua attività di modella le servì come trampolino di lancio per approdare in televisione e, quindi, nel cinema.
La sua filmografia include sia film d'autore che b-movie: The Big Bird Cage (1972), L'invasione delle api regine (1973) e Messia del diavolo (1974). Ha generalmente interpretato ruoli di donna sexy ed emancipata. Per la televisione, ha lavorato come guest star in S.W.A.T., Le strade di San Francisco, Starsky & Hutch, Baretta, Colombo e Mannix. È stata interprete anche nel film tv Morte per gli agenti speciali (1974) su Wonder Woman. Una volta lasciato a metà degli anni settanta il programma televisivo The Price is Right, è diventata una fotografa. Ha pubblicato poesie ed esposto i suoi lavori in gallerie della California meridionale.